# Wechselburg
Wechselburg település Németországban, azon belül Szászország tartományban. Lakosainak száma 1743 fő (2023. december 31.). Wechselburg Geithain és Lunzenau községekkel határos.

## Népesség
A település népességének változása:
| Lakosok száma | 1842 | 1811 | 1765 | 1753 | 1743 |
|               | 2017 | 2019 | 2021 | 2022 | 2023 |